# Domenico Maria Manni
Domenico Maria Manni, né le 8 avril 1690 près de Florence et mort le 30 novembre 1788, est un imprimeur, grammairien et antiquaire italien.

## Biographie
Domenico Maria Manni naquit à Florence le 8 avril 1690. Son père, imprimeur lui-même, et homme de mérite, le fit élever avec le plus grand soin et lui inspira le goût des recherches littéraires. Le jeune Manni était déjà connu des savants par son érudition, lorsqu’il prit la direction de son imprimerie. Il s’attacha surtout à donner de nouvelles éditions d’anciens ouvrages italiens, et les enrichit de préfaces, de notes et d’additions qui les firent rechercher des curieux avec empressement. Les soins qu’il devait à son atelier ne l’empêchèrent pas de continuer de se livrer, avec une ardeur infatigable, à l’étude de l’histoire de la Toscane, et d en éclaircir les points les plus intéressants, par des dissertations publiées séparément, ou dans les recueils périodiques. Son assiduité au travail ne nuisit point à sa santé ; il mourut à Florence, presque centenaire, le 30 novembre 1788, regretté de tous ceux qui l’avaient connu. Zeno lui a donné de grands éloges dans ses Notes sur la Biblioth. de Fontanini. Il était membre des académies de la Crusca, des Apatisti, des Arcadiens, et des sociétés Étrusque et Colombaire de Florence.

## Œuvres
- De Florentinis inventis commentar., Ferrare, 1734, in-4°. On est étonné, en parcourant cette dissertation, du grand nombre de découvertes utiles dues aux Florentins : les plus importantes sont, sans contredit, le microscope, les lunettes, le thermomètre l’art de filer les métaux, etc.
- Lezioni di lingua toscana, Florence, 1737, in-8° ; nouv. édit. augmentée, Venise, 1758, 2 vol. in-8°.
- Degli occhiali da naso inventati da Salvino Armati, trattato istorico, Florence, 1738, in-4° ; dissertation curieuse et recherchée.
- Osservazioni istoriche sopra i sigilli antichi de’ secoli bassi, ibid., 1739-86, 30 vol. in-4°. fig. ; recueil très-important pour l’histoire d’Italie dans le Moyen Âge.
- Illustrazione storica del Decamerone di Giov. Boccacio, ibid., 1742, in-4° ; ouvrage plein d’érudition et qui renferme les détails les plus piquants sur les sujets traités par Boccace, et les différentes éditions de son recueil.
- Notizie istoriche, intorno al Palazzo overo Anfiteatro di Firenze, Bologne, 1746, in-4°.
- Istoria degli anni santi dal loro principio sino al presente, Florence 1750 in-4°, fig. Cette histoire des Jubilés est beaucoup plus ample que celle du P. Tommaso Maria Alfani, dominicain, publiée, en 1725.
- Delle antiche terme di Firenze, ibid., 1751, in-4°.
- De titulo dominicæ crucis archetypo commentarius. Cet ouvrage a été inséré dans les Symbol. litter. de Gori, décad. 1re, t. 9.
- Metodo per istudiare con brevità la storia di Firenze, 2e édit., 1755, in-12.
- Vita del letteratissimo Niccolo Stenone di Danimarca, ibid., 1755, in-8°.
- Della disciplina del canto antico ecclesiastico ragionamento, Florence, 1756, in-4°.
- le Veglie piacevoli overo Vite de’ più bizarri e giocondi uomini Toscani, ibid., 1757, 2 vol. in-12.
- Vita di Aldo Pio Manuzio, etc., Venise, 1759, gr. in-8° de 72 pages. Cette Vie de Manuce est recherchée.
- Della prima promulgazione de’ libri in Firenze lezione istorica, Florence, 1761, in-4°. On y prouve que l’art de l’imprimerie fut d’abord exercé en cette ville par Bernardo et Domenico Cennini, et que le premier ouvrage sorti de leurs presses est incontestablement la Vita di santa Catarina da Siena, publiée en 1471.
- Vita di Arlotto Mai, 4e édit., Venise, 1763, in-8°.
- Della vecchiezza sovragrande del Ponte Vecchio, Florence, 1763, in-4°.
- Istorica notizia dell’origine e significato delle Befane, etc., Lucques, 1766.
- Principi della religione cristiana in Fiorenza, ibid., 1774, in-4°.
- Ragionamenti sulla vita di S. Filippo Neri, Fiorentino, Florence. Parmi les éditions publiées par Manni et joignent au mérite de l’élégance celui de la correction, on doit distinguer celle du Vocabolario degli accademici della Crusca, 1729-1738, 6 vol. in-fol. Il a enrichi de notes et de préfaces curieuses l’Histoire de Dino Compagni, 1728, in-4° ; la Chronique de Donato Velluti, 1731, in-4° ; les Chronichette antiche di varj scrittori del buon secolo della lingua toscana, 1733, in-4° ; le Dialogue de Paolo Cortesi, De hominibus doctis, dont le manuscrit lui fut remis par Alessandro Politi ; les Ammaestramenti degli antichi per fra Bartolomeo (de’ Granchi) da San Concordio, 1734, in-4° ; de l’Abrégé de la Morale d’Aristote par Brunetto Latini ; les Prediche di fra’ Giovanni, 1738, in-4°. On doit encore à Manni la Vie de Guichardin, imprimée à la tête de la belle édition de son Histoire, Venise, 1738, in-fol. ; et des Notes sur la Chronique de Roberto Orsi : De obsidione Tiphernatum, insérée dans les Rerum italicar. scriptores, Florence, 1747, collection publiée par Colombo Brischieri, et qui fait suite à celle de Muratori.